# Universitat d'Hebron
La Universitat d'Hebron (àrab: جامعة الخليل, Jāmiʿat al-Ḫalīl) és una universitat pública de Palestina situada a Hebron. Es troba a l'oest del centre històric de la ciutat, al Carrer de la universitat. La universitat va ser fundada el 1971 com a escola de xaria o dret islàmic. El 1980 es convertí en universitat. El seu fundador fou l'alcalde d'Hebron en aquell moment, Mohamed Ali Al-Ja'bari.
El 2003 s'hi van matricular uns 4.200 estudiants; el 2013, la universitat tenia 5.334 estudiants i oferia 39 carreres de grau i 9 de màster. Les seves vuit facultats són Agricultura, Llei islàmica, Humanitats, Ciències de l'Educació, Estudis financers i gestió, Ciència i tecnologia, Infermeria i un centre d'estudis de postgrau i investigació que ofereix set màsters en Llengua i literatura àrabs, Lingüística anglesa, Empresarials, Dret islàmic, Protecció de les plantes, Gestió sostenible dels recursos naturals i Història. La universitat també té un museu arqueològic amb les troballes de les excavacions que fan els estudiants de la universitat.